# Ginghis Han (film din 1965)
Ginghis Han (titlu original: Genghis Khan) este un film istoric din 1965 regizat de Henry Levin și produs de Irving Allen. În rolurile principale joacă actorii Omar Sharif (care în același an a jucat în epicul Doctor Jivago), Stephen Boyd și  James Mason. În alte roluri joacă actorii James Mason, Stephen Boyd, Robert Morley, Françoise Dorléac și Telly Savalas. O versiune pe 70 de mm a filmului a fost lansată de către CCC Film (Central Cinema Compagnie-Film GmbH)  în Germania de Vest. Acesta a fost filmat în Iugoslavia.

## Rezumat
Filmul prezintă viața și cuceririle împăratului mongol Ginghis Han.

## Distribuție
- Omar Sharif – Temujin, mai târziu Ginghis Han
- Stephen Boyd – Jamuga
- James Mason – Kam Ling
- Eli Wallach – Șahul Horezmului
- Françoise Dorléac – Bortei
- Telly Savalas – Shan
- Robert Morley – Împăratul Chinei
- Michael Hordern – Geen
- Yvonne Mitchell – Katke
- Woody Strode – Sengal
- Kenneth Cope – Subotai
- Roger Croucher – Massar
- Don Borisenko – Jebai
- Patrick Holt – Kuchiuk
- Susanne Hsiao – Chin Yu